# Маркграфська корона
Корона маркграфа або маркіза — геральдична корона, що має значення лише в геральдиці.
Обруч на голові з трьома листочками та двома перлинними зубцями, кожен із яких має три перлини. Тому це лише знак чину та гідності над гербом.
У Данії, Італії, Франції та Іспанії його використовували на гербах.
- У Франції старого корона маркіза має лише три прості перлинні зубці між зубцями листя.

- У Бельгії та Нідерландах використовували п'ятилисткові корони.
- У Німеччині, Австрії, Швеції та Норвегії його використовували як стару графську корону.
- Англійська/британська корона маркізи мала фіолетовий ковпачок, а обруч був прикрашений трьома листочками та двома перлинними зубцями.[1]